# Cừu Balwen

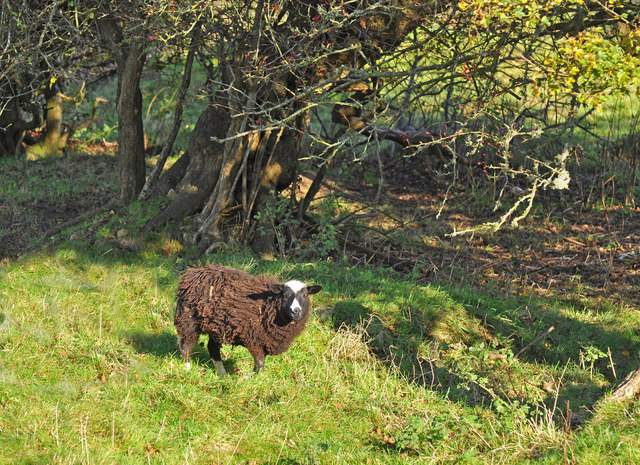
Một con cừu Balwen

Cừu Balwen (tên đầy đủ: Balwen Welsh Mountain sheep – Cừu núi Blwen xứ Welsh) là một trong một số giống cừu núi xứ Welsh được chăn nuôi cừu khá phổ biến ở xứ Wales. Nó có một màu sắc đặc trưng của một cơ thể màu đen với các chi có màu trắng (đi bít tất trắng). Nó có nguồn gốc bắt nguồn từ thung lũng Tywi ở xứ Wales. Giống cừu này được nuôi chủ yếu để lấy thịt cừu. Cái tên Balwen đến từ các tên gọi ngữ pháp của xứ Welsh, trong đó Bal có nghĩa "blaze" tức ngọn lửa, và wen, từ là màu "trắng", đồng nghĩa tên gọi của chúng là ngọn lửa trắng.

## Lịch sử
Cừu núi Balwen của xứ Welsh bắt nguồn từ một khu vực nhỏ của xứ Wales là thung lũng Tywi. Khu vực này đã bị ảnh hưởng nặng nề vào mùa đông ở nước Anh rất nghiêm trọng của năm 1946-1947 và giống cừu này gần như đã bị xóa sổ và chỉ có một số những con cừu khỏe mạnh là những cá thể sống sót. Tất cả các con cừu Balwen hiện đại do đó có lẽ là hậu duệ của con cừu này, mặc dù có thể một số con cừu có thể đã ở trong cừu non không sống sót qua mùa đông giá lạnh.
Việc lai xa với các loại cừu núi Welsh cũng có thể xảy ra, và điều này sẽ làm tăng tính đa dạng di truyền của giống. Trong những năm 1950 và 1960 sự gia tăng đều đặn đã diễn ra, và trong những năm 1970, người dân bên ngoài thung lũng bắt đầu quan tâm đến giống này. Hiệp hội Balwen Bồ Đào Nha được thành lập vào năm 1985, và con số đang dần dần tăng lên. Giống cừu này được liệt kê bởi Tổ chức Rare Breeds Survival Trust của Anh là tình trạng nguy cấp (Vulnerable).

## Đặc điểm
Cừu Balwen có màu cơ bản của toàn thân là một màu đen, có một chút phai màu nâu trong ánh nắng mặt trời và khi chúng già đi. Chúng có một ngọn lửa trắng trên mặt (vệt trắng rõ ràng), bốn chân trắng (gọi là vớ), và màu trắng bao phủ nửa cuối của đuôi hoặc nguyên cả cái đuôi, những cái đuôi thường không được bấm đuôi. Nếu không, nó là loại tương tự như cừu núi xứ Welsh khác. Con đực có sừng, và con cái tự nhiên thì không có sừng.
Các con cừu Balwen đang trở nên phổ biến giữa các nông hộ nhỏ và nông dân như nhau, chủ yếu là do các dấu hiệu hấp dẫn, rắn chắc, dễ chăm sóc và chất lượng thịt tuyệt vời. Những con cừu làm mẹ khéo chăm sóc con, có rất ít vấn đề về chiên non và chúng khi sinh tiết rất nhiều sữa để nuôi cừu con. Ở lứa sinh đầu tiên, hầu hết các con cừu đều sinh một con. Nhưng sau đó, dưới những điều kiện thích hợp, nhiều cặp song sinh, và một số thậm chí sinh ba. Loại lông cừu của chúng được xếp loại mềm/trung bình, và với trọng lượng trung bình từ 5 - 7,5 cm và đường kính 32,3 micrometres, len này rất dễ quay.

## Chăn nuôi
Chúng có tính bầy đàn cao nên dễ quản lý, chúng thường đi kiếm ăn theo đàn nên việc chăm sóc và quản lý rất thuận lợi. Chúng cũng là loài dễ nuôi, mau lớn, ít tốn công chăm sóc. So với chăn nuôi bò thì chúng là vật nuôi dễ tính hơn, thức ăn của chúng rất đa dạng, thức ăn của chúng là những loại không cạnh tranh với lương thực của người. Chúng là động vật có vú ăn rất nhiều cỏ.
Nguồn nước uống là nhu cầu cơ bản của chúng. Lượng nước cần cho chúng biến động theo mùa và loại và chất lượng thực phẩm mà chúng tiêu thụ. Khi chúng ăn nhiều trong các tháng đầu tiên và có mưa (kể cả sương, khi chúng ăn vào sáng sớm), chúng cần ít nước hơn. Khi chúng ăn nhiều cỏ khô thì chúng cần nhiều nước. Chúng cũng cần uống nước sạch, và có thể không uống nếu nước có tảo hoặc chất cặn. Trong một số khẩu phần ăn của chúng cũng bao gồm các khoáng chất, hoặc trộn với lượng ít.